# Kharkiv Atlantes
I Kharkiv Atlantes sono una squadra di football americano di Charkiv, in Ucraina, fondata nel 1991.

## Dettaglio stagioni

### Amichevoli
| Stagione | Vin | Par | Per | Tot | PF | PS | avversaria   |
| -------- | --- | --- | --- | --- | -- | -- | ------------ |
| 1989     | 0   | 0   | 1   | 1   | 0  | 26 | Moscow Bears |
| Totale   | 0   | 0   | 1   | 1   | 0  | 26 |              |

### Tornei nazionali

#### Campionato

##### Campionato ucraino/ULAF Divizion A/ULAF Top Liga/ULAF Superleague/ULAF League One (primo livello)
| Stagione | regular season | regular season | regular season | regular season | regular season | regular season | playoff | playoff | playoff | playoff | playoff | playoff                 | playoff           |
|          | Vin            | Par            | Per            | Tot            | PF             | PS             | Vin     | Per     | Tot     | PF      | PS      | risultato               | avversaria        |
| -------- | -------------- | -------------- | -------------- | -------------- | -------------- | -------------- | ------- | ------- | ------- | ------- | ------- | ----------------------- | ----------------- |
| 1999     | 5              | 1              | 2              | 8              | 125            | 69             | 0       | 1       | 1       | 20      | 22      | Finale                  | Donetsk Scythians |
| 2016     | 2              | 0              | 4              | 6              | 122            | 155            | -       | -       | -       | -       | -       | -                       | -                 |
| 2018     | 4              | 1              | 1              | 6              | 232            | 72             | 1       | 1       | 2       | 32      | 14      | Terzo posto             | Mykolaiv Vikings  |
| 2019     | 3              | 0              | 1              | 4              | 138            | 67             | 0       | 1       | 1       | 8       | 19      | Secondo turno wild card | Kiev Stallions    |
| 2020     | 2              | 0              | 0              | 2              | 80             | 0              | 2       | 1       | 3       | 90      | 34      | Finale                  | Kiev Capitals     |
| 2021     | 4              | 0              | 2              | 6              | 167            | 127            | 0       | 1       | 1       | 20      | 34      | Semifinale              | Lviv Lions        |
| Totale   | 20             | 2              | 10             | 32             | 864            | 490            | 3       | 5       | 8       | 170     | 123     |                         |                   |

Fonti: Enciclopedia del Football - A cura di Roberto Mezzetti

##### ULAF Perša Liga (primo livello)
Questo torneo - pur essendo del massimo livello della propria federazione - non è considerato ufficiale.
| Stagione | regular season | regular season | regular season | regular season | regular season | regular season | playoff | playoff | playoff | playoff | playoff | playoff   | playoff          |
|          | Vin            | Par            | Per            | Tot            | PF             | PS             | Vin     | Per     | Tot     | PF      | PS      | risultato | avversaria       |
| -------- | -------------- | -------------- | -------------- | -------------- | -------------- | -------------- | ------- | ------- | ------- | ------- | ------- | --------- | ---------------- |
| 2015     | 6              | 0              | 0              | 6              | 210            | 27             | 1       | 0       | 1       | 56      | 12      | Campioni  | Mykolaiv Vikings |
| Totale   | 6              | 0              | 0              | 6              | 210            | 27             | 1       | 0       | 1       | 56      | 12      |           |                  |

Fonti: Enciclopedia del Football - A cura di Roberto Mezzetti

##### Divizion B
| Stagione | regular season | regular season | regular season | regular season | regular season | regular season | playoff | playoff | playoff | playoff | playoff | playoff   | playoff          |
|          | Vin            | Par            | Per            | Tot            | PF             | PS             | Vin     | Per     | Tot     | PF      | PS      | risultato | avversaria       |
| -------- | -------------- | -------------- | -------------- | -------------- | -------------- | -------------- | ------- | ------- | ------- | ------- | ------- | --------- | ---------------- |
| 2017     | 5              | 0              | 1              | 6              | 168            | 46             | 2       | 0       | 2       | 29      | 12      | Campioni  | Vinnytsia Wolves |
| Totale   | 5              | 0              | 1              | 6              | 168            | 46             | 2       | 0       | 2       | 29      | 12      |           |                  |

Fonti: Enciclopedia del Football - A cura di Roberto Mezzetti

### Riepilogo fasi finali disputate
| Anno              | Luogo   | Evento          | Fase del torneo         | Incontro                             | Risultato     |
| 1999              |         | Campionato      | Finale                  | Donetsk Scythians - Kharkiv Atlantes | 22 - 20       |
| 17 novembre 2015  | Charkiv | ULAF Perša Liga | Finale                  | Kharkiv Atlantes - Mykolaiv Vikings  | 56 - 12       |
| 24 settembre 2017 | Charkiv | Divizion B      | Dinale                  | Vinnytsia Wolves - Kharkiv Atlantes  | 0 - 16        |
| 4 novembre 2018   |         | Top Liga        | Semifinale              | Kharkiv Atlantes - Mykolaiv Vikings  | 24 - 0 d.g.s. |
| 30 giugno 2019    |         | Superleague     | Secondo turno wild card | Kharkiv Atlantes - Kiev Stallions    | 8 - 19        |
| 24 ottobre 2020   | Charkiv | League One      | Finale                  | Kharkiv Atlantes - Kiev Capitals     | 6 - 20        |
| 7 luglio 2021     | Leopoli | Superleague     | Semifinale              | Lviv Lions - Kharkiv Atlantes        | 34 - 20       |

## Palmarès
- 1 Campionato ucraino (1993)
- 1 Campionato ULAF (2015)
- 1 Divizion B (2017)